# Noorse kroon

Koers NOK - EUR.

De Noorse kroon (Noors: norsk krone) is de munteenheid van Noorwegen. Eén kroon is honderd øre.
Het muntgeld is beschikbaar in 1, 5, 10, 20 kronen (tot 2012 was 50 øre ook wettig betaalmiddel). Het papiergeld is beschikbaar in 50, 100, 200, 500 en 1000 kronen.
Op enige munten is de afbeelding van koning Harald of Harald VII of Olav V zichtbaar.
De Noorse kroon werd het eerst geïntroduceerd in 1875 als gevolg van de Scandinavische Monetaire Unie, die tot de Eerste Wereldoorlog heeft bestaan. Nadat de monetaire unie, waarvan behalve Noorwegen ook Denemarken en Zweden lid waren, werd opgeheven, is de naam kroon blijven bestaan.

## Bankbiljetten
| Nominale waarde | Grootte     | Kleur  | Afbeelding                        | Datum van uitgifte |
| --------------- | ----------- | ------ | --------------------------------- | ------------------ |
| 50 Kronen       | 126 × 70 mm | groen  | Utvær vuurtoren                   | 2018               |
| 100 Kronen      | 133 × 70 mm | rood   | Gokstadschip                      | 2017               |
| 200 Kronen      | 140 × 70 mm | blauw  | Kabeljauw                         | 2017               |
| 500 Kronen      | 147 × 70 mm | oranje | Reddingsschip RS 14 ''Stavanger'' | 2018               |
| 1000 Kronen     | 154 × 70 mm | paars  | Golf in de zee                    | 2019               |

De vorige serie biljetten:
| Nominale waarde | Grootte     | Kleur | Portret                   | Datum van uitgifte |
| --------------- | ----------- | ----- | ------------------------- | ------------------ |
| 50 Kronen       | 128 × 60 mm | groen | Peter Christen Asbjørnsen | 20 januari 1997    |
| 100 Kronen      | 136 × 65 mm | rood  | Kirsten Flagstad          | 15 september 1997  |
| 200 Kronen      | 144 × 70 mm | blauw | Kristian Birkeland        | 1 november 1994    |
| 500 Kronen      | 152 × 75 mm | bruin | Sigrid Undset             | 7 juni 1999        |
| 1000 Kronen     | 160 × 80 mm | paars | Edvard Munch              | 19 juni 2001       |